# Météorite de Natrampalli
La météorite de Natrampalli est une météorite hypothétique qui serait tombée le 7 février 2016 à Natrampalli (en) en Inde, provoquant le premier décès humain officiel de l'époque contemporaine dû à une météorite,.